# محمد حلمي
محمد حلمي؛ مدرب كرة قدم مصري ولاعب سابق، يشغل منصب المدير الفني لنادي الزمالك.

## وصلات خارجية
- محمد حلمي على موقع قاعدة بيانات كرة القدم.إي يو (الإنجليزية)